# Campeonato Catarinense de Futebol de 2016 - Série A
O Campeonato Catarinense de Futebol de 2016 da Série A, ou Catarinense Havan 2016, por motivos de patrocínio, foi a 91ª edição da principal divisão do futebol catarinense. O campeonato foi disputado por dez equipes no sistema de pontos corridos, com os campeões de turno e returno fazendo o confronto final em partidas de ida e volta. Os pontos serão zerados ao final do turno e, caso a mesma equipe conquistasse o turno e o returno, seria campeã sem a disputa de final.
A Chapecoense sagrou-se campeã depois de 4 anos da sua última conquista. No jogo de ida, a Chapecoense venceu a partida contra o Joinville por 1–0, na Arena Joinville. No jogo de volta, na Arena Condá, o Joinville saiu na frente com gol de Diego Felipe, mas no segundo tempo Bruno Rangel empatou a partida em 1–1.
Junto com a Chapecoense e com o Joinville, Criciúma e Figueirense classificaram-se para a Copa do Brasil de 2017. Para a Série D de 2017, classificaram-se o Brusque, Metropolitano e o Inter de Lages. As equipes do Guarani de Palhoça e Camboriú tiveram as piores campanhas e foram rebaixados á  Série B de 2017.

## Regulamento
Diferentemente da fórmula de disputa adotada na edição de 2015, a competição foi disputada em três fases: turno, returno e final.
A primeira fase (turno), foi disputada entre 30 de janeiro e 3 de março, as dez equipes jogarão entre si em nove rodadas e o primeiro colocado na tabela de classificação garante uma vaga na final. A segunda fase (returno), que foi disputada entre 6 de março e 24 de abril, ocorreu da mesma maneira, com a única diferença da inversão dos mandos de campo em relação à primeira fase. Da mesma forma, o primeiro colocado do segundo turno disputará a final. Caso a mesma equipe vencesse os dois turnos, ela seria automaticamente declarada campeã, sem a necessidade de disputa da final.
As equipes que não disputarem a final do Campeonato Catarinense (de 3º a 10º - ou de 2º a 10º caso a mesma equipe vença os dois turnos) terão sua classificação determinada por meio de todos os jogos das duas primeiras fases (turno e returno) agregados. Os quatro primeiros colocados disputarão a Copa do Brasil de 2017. Os três melhores colocados que não disputam alguma divisão do Campeonato Brasileiro garantirão uma vaga na Série D de 2016 e Série D de 2017. Os dois últimos colocados serão rebaixados para a Série B de 2017.

Logo alternativo do Campeonato Catarinense de 2016, sem o patrocinador.

### Critérios de desempate
Em caso de empate por pontos entre dois ou mais clubes, os critérios de desempate são aplicados na seguinte ordem:
1. Número de vitórias;
2. Saldo de gols;
3. Gols pró;
4. Confronto direto;
5. Menor número de cartões vermelhos;
6. Menor número de cartões amarelos;
7. Sorteio.

Com relação ao quarto critério (confronto direto), considera-se o resultado dos jogos somados, ou seja, o resultado de 180 minutos. Permanecendo o empate, o desempate se dará pelo maior número de gols marcados no campo do adversário. O quarto critério não será considerado no caso de empate entre mais de dois clubes.

## Equipes participantes
| - Equipe       | Cidade        | Em 2018      | Estádio                 | Capacidade | Títulos (Último) |
| -------------- | ------------- | ------------ | ----------------------- | ---------- | ---------------- |
| Avaí           | Florianópolis | 7º           | Ressacada               | 17 826     | 16 (2012)        |
| Brusque        | Brusque       | 1º (Série B) | Augusto Bauer           | 5 000      | 1 (1992)         |
| Camboriú       | Camboriú      | 2º (Série B) | Robertão                | 3 300      | 0                |
| Chapecoense    | Chapecó       | 3º           | Arena Condá             | 19 325     | 4 (2011)         |
| Criciúma       | Criciúma      | 6º           | Heriberto Hülse         | 19 300     | 10 (2013)        |
| Figueirense    | Florianópolis | 1º           | Orlando Scarpelli       | 19 584     | 17 (2015)        |
| Guarani        | Palhoça       | 9º           | Estádio Renato Silveira | 3 000      | 0                |
| Inter de Lages | Lages         | 4º           | Vidal Ramos Júnior      | 7 620      | 1 (1965)         |
| Joinville      | Joinville     | 2º           | Arena Joinville         | 22 000     | 12 (2001)        |
| Metropolitano  | Blumenau      | 5º           | João Marcatto           | 10 000     | 0                |

## Estádios
| Chapecoense        | Joinville | Criciúma | Avaí               |
| ------------------ | --- | --- | ------------------ |
| Arena Condá        | Arena Joinville | Heriberto Hülse | Ressacada          |
| Capacidade: 20 089 | Capacidade: 20 160 | Capacidade: 19 900 | Capacidade: 17 826 |
|                    | | |                    |
| Figueirense        | Grande Florianópolis Chapecoense Criciúma Internacional Joinville Metropolitano Brusque Camboriú Equipes da Grande Florianópolis: Avaí Figueirense Guarani de PalhoçaLocalização dos times no estado. | Grande Florianópolis Chapecoense Criciúma Internacional Joinville Metropolitano Brusque Camboriú Equipes da Grande Florianópolis: Avaí Figueirense Guarani de PalhoçaLocalização dos times no estado. | Camboriú           |
| Orlando Scarpelli  | Grande Florianópolis Chapecoense Criciúma Internacional Joinville Metropolitano Brusque Camboriú Equipes da Grande Florianópolis: Avaí Figueirense Guarani de PalhoçaLocalização dos times no estado. | Grande Florianópolis Chapecoense Criciúma Internacional Joinville Metropolitano Brusque Camboriú Equipes da Grande Florianópolis: Avaí Figueirense Guarani de PalhoçaLocalização dos times no estado. | Estádio Robertão   |
| Capacidade: 19 584 | Grande Florianópolis Chapecoense Criciúma Internacional Joinville Metropolitano Brusque Camboriú Equipes da Grande Florianópolis: Avaí Figueirense Guarani de PalhoçaLocalização dos times no estado. | Grande Florianópolis Chapecoense Criciúma Internacional Joinville Metropolitano Brusque Camboriú Equipes da Grande Florianópolis: Avaí Figueirense Guarani de PalhoçaLocalização dos times no estado. | Capacidade: 3 300  |
|                    | Grande Florianópolis Chapecoense Criciúma Internacional Joinville Metropolitano Brusque Camboriú Equipes da Grande Florianópolis: Avaí Figueirense Guarani de PalhoçaLocalização dos times no estado. | Grande Florianópolis Chapecoense Criciúma Internacional Joinville Metropolitano Brusque Camboriú Equipes da Grande Florianópolis: Avaí Figueirense Guarani de PalhoçaLocalização dos times no estado. |                    |
| Brusque            | Grande Florianópolis Chapecoense Criciúma Internacional Joinville Metropolitano Brusque Camboriú Equipes da Grande Florianópolis: Avaí Figueirense Guarani de PalhoçaLocalização dos times no estado. | Grande Florianópolis Chapecoense Criciúma Internacional Joinville Metropolitano Brusque Camboriú Equipes da Grande Florianópolis: Avaí Figueirense Guarani de PalhoçaLocalização dos times no estado. | Inter de Lages     |
| Augusto Bauer      | Grande Florianópolis Chapecoense Criciúma Internacional Joinville Metropolitano Brusque Camboriú Equipes da Grande Florianópolis: Avaí Figueirense Guarani de PalhoçaLocalização dos times no estado. | Grande Florianópolis Chapecoense Criciúma Internacional Joinville Metropolitano Brusque Camboriú Equipes da Grande Florianópolis: Avaí Figueirense Guarani de PalhoçaLocalização dos times no estado. | Vidal Ramos Júnior |
| Capacidade: 5 000  | Grande Florianópolis Chapecoense Criciúma Internacional Joinville Metropolitano Brusque Camboriú Equipes da Grande Florianópolis: Avaí Figueirense Guarani de PalhoçaLocalização dos times no estado. | Grande Florianópolis Chapecoense Criciúma Internacional Joinville Metropolitano Brusque Camboriú Equipes da Grande Florianópolis: Avaí Figueirense Guarani de PalhoçaLocalização dos times no estado. | Capacidade: 7 720  |
|                    | Grande Florianópolis Chapecoense Criciúma Internacional Joinville Metropolitano Brusque Camboriú Equipes da Grande Florianópolis: Avaí Figueirense Guarani de PalhoçaLocalização dos times no estado. | Grande Florianópolis Chapecoense Criciúma Internacional Joinville Metropolitano Brusque Camboriú Equipes da Grande Florianópolis: Avaí Figueirense Guarani de PalhoçaLocalização dos times no estado. |                    |
|                    | Guarani de Palhoça | Metropolitano |                    |
| Renato Silveira    | João Marcatto | |                    |
| Capacidade: 3 000  | Capacidade: 10 000 | |                    |
|                    | | |                    |

## Primeira fase (turno)
| 1  | Chapecoense        | 23 | 9 | 7 | 2 | 0 | 13 | 3  | +10 |
| 2  | Avaí               | 17 | 9 | 5 | 2 | 2 | 15 | 8  | +7  |
| 3  | Criciúma           | 17 | 9 | 5 | 2 | 2 | 13 | 8  | +5  |
| 4  | Inter de Lages     | 15 | 9 | 4 | 3 | 2 | 15 | 10 | +5  |
| 5  | Brusque            | 12 | 9 | 3 | 3 | 3 | 10 | 12 | –2  |
| 6  | Figueirense        | 9  | 9 | 2 | 3 | 4 | 7  | 10 | –3  |
| 7  | Metropolitano      | 8  | 9 | 2 | 2 | 5 | 7  | 17 | –10 |
| 8  | Joinville          | 8  | 9 | 1 | 5 | 3 | 8  | 11 | –3  |
| 9  | Camboriú           | 7  | 9 | 1 | 4 | 4 | 14 | 14 | 0   |
| 10 | Guarani de Palhoça | 4  | 9 | 0 | 4 | 5 | 8  | 17 | –9  |

| Resultados         | Resultados | Resultados | Resultados | Resultados | Resultados | Resultados | Resultados | Resultados | Resultados | Resultados |
|                    | AVA        | BRU        | CAM        | CHA        | CRI        | FIG        | GUA        | ILG        | JOI        | MET        |
| ------------------ | ---------- | ---------- | ---------- | ---------- | ---------- | ---------- | ---------- | ---------- | ---------- | ---------- |
| Avaí               | —          | 3–3        |            | 1–2        |            | 1–0        |            | 1–0        |            | 4–0        |
| Brusque            |            | —          | 1–0        | 0–2        | 0–0        |            | 1–0        |            | 1–0        |            |
| Camboriú           | 1–1        |            | —          | 0–1        | 3–5        |            | 6–1        |            | 3–3        |            |
| Chapecoense        |            |            |            | —          | 1–0        | 1–0        | 1–1        | 2–1        |            | 3–0        |
| Criciúma           | 1–0        |            |            |            | —          |            | 0–0        |            | 2–1        | 3–0        |
| Figueirense        |            | 2–1        | 0–0        |            | 0–2        | —          |            | 1–2        |            |            |
| Guarani de Palhoça | 1–0        |            |            |            |            | 2–2        | —          |            | 0–1        | 2–3        |
| Inter de Lages     |            | 3–1        | 1–1        |            | 3–0        |            | 1–1        | —          | 2–2        |            |
| Joinville          | 0–2        |            |            | 0–0        |            | 1–1        |            |            | —          | 0–0        |
| Metropolitano      |            | 2–2        | 1–0        |            |            | 0–1        |            | 1–2        |            | —          |

| \| \| \| \| \| Classificado à final \| | Legenda: Vitória do mandante — Vitória do visitante — Empate Em negrito os jogos "clássicos". |
|                                        |                                                                                               |
|                                        | Classificado à final                                                                          |

## Segunda fase (returno)
| 1  | Joinville          | 23 | 9 | 7 | 2 | 0 | 16 | 6  | +10 |
| 2  | Figueirense        | 17 | 9 | 5 | 2 | 2 | 13 | 6  | +7  |
| 3  | Criciúma           | 15 | 9 | 5 | 0 | 4 | 18 | 9  | +9  |
| 4  | Chapecoense        | 14 | 9 | 4 | 2 | 3 | 20 | 14 | +6  |
| 5  | Metropolitano      | 14 | 9 | 4 | 2 | 3 | 15 | 14 | +1  |
| 6  | Guarani de Palhoça | 13 | 9 | 4 | 1 | 4 | 16 | 16 | 0   |
| 7  | Brusque            | 12 | 9 | 3 | 3 | 3 | 13 | 14 | –1  |
| 8  | Inter de Lages     | 8  | 9 | 2 | 2 | 5 | 10 | 18 | –8  |
| 9  | Camboriú           | 8  | 9 | 2 | 2 | 5 | 10 | 20 | –10 |
| 10 | Avaí               | 3  | 9 | 1 | 0 | 8 | 2  | 16 | –14 |

| Resultados         | Resultados | Resultados | Resultados | Resultados | Resultados | Resultados | Resultados | Resultados | Resultados | Resultados |
|                    | AVA        | BRU        | CAM        | CHA        | CRI        | FIG        | GUA        | ILG        | JOI        | MET        |
| ------------------ | ---------- | ---------- | ---------- | ---------- | ---------- | ---------- | ---------- | ---------- | ---------- | ---------- |
| Avaí               | —          |            | 0–1        |            | 0–2        |            | 1–0        |            | 0–1        |            |
| Brusque            | 1–0        | —          |            |            |            | 2–1        |            | 1–1        |            | 1–0        |
| Camboriú           |            | 3–2        | —          |            |            | 1–1        |            | 2–2        |            | 1–2        |
| Chapecoense        | 4–0        | 3–3        | 4–0        | —          |            |            |            |            | 1-3        |            |
| Criciúma           |            | 1–0        | 5–0        | 3–2        | —          | 0–2        |            | 5–0        |            |            |
| Figueirense        | 1–0        |            |            | 1–1        |            | —          | 3–0        |            | 1–2        | 2–0        |
| Guarani de Palhoça |            | 4–2        | 3–2        | 1–2        | 2–1        |            | —          | 3–1        |            |            |
| Inter de Lages     | 2–0        |            |            | 1–2        |            | 0–1        |            | —          |            | 3–1        |
| Joinville          |            | 1–1        | 1–0        |            | 1–0        |            | 2–1        | 3–0        | —          |            |
| Metropolitano      | 4–1        |            |            | 2–1        | 2–1        |            | 2–2        |            | 2–2        | —          |

| \| \| \| \| \| Classificado à final \| | Legenda: Vitória do mandante — Vitória do visitante — Empate Em negrito os jogos "clássicos". |
|                                        |                                                                                               |
|                                        | Classificado à final                                                                          |

## Final
Jogo de ida
| 1º de maio | Joinville | 0 – 1  | Chapecoense | Arena Joinville, Joinville                                           |
| 16:00      |           | Súmula | Ananias 82' | Público: 11 576 Renda: R$ 207.658,65 Árbitro: SC Héber Roberto Lopes |

Jogo de volta
| 8 de maio | Chapecoense      | 1 – 1  | Joinville        | Arena Condá, Chapecó                                                |
| 16:00     | Bruno Rangel 68' | Súmula | Diego Felipe 41' | Público: 15 279 Renda: R$ 294.920,00 Árbitro: SC Sandro Meira Ricci |

## Premiação
| Campeonato Catarinense de 2016  |
| ------------------------------- |
|                                 |
| Chapecoense Campeão (5º título) |

## Estatísticas

### Artilharia
| \| Gols \| Jogador \| Equipe \| \| ---- \| ------------- \| -------------- \| \| 10 \| Bruno Rangel \| Chapecoense \| \| 9 \| Élvis \| Criciúma \| \| 7 \| Bruno Aguiar \| Joinville \| \| 7 \| Isac \| Inter de Lages \| \| 6 \| Alex Maranhão \| Criciúma \| \| 6 \| Aldair \| Camboriú \| \| 6 \| Gustavo \| Criciúma \| \| 5 \| Thiaguinho \| Metropolitano \| \| 5 \| Giancarlo \| Brusque \| \| 5 \| Assis \| Brusque \| \| 5 \| Kempes \| Chapecoense \| \| 5 \| Peu \| Metropolitano \| |               |                |
| Gols | Jogador       | Equipe         |
| 10 | Bruno Rangel  | Chapecoense    |
| 9 | Élvis         | Criciúma       |
| 7 | Bruno Aguiar  | Joinville      |
| 7 | Isac          | Inter de Lages |
| 6 | Alex Maranhão | Criciúma       |
| 6 | Aldair        | Camboriú       |
| 6 | Gustavo       | Criciúma       |
| 5 | Thiaguinho    | Metropolitano  |
| 5 | Giancarlo     | Brusque        |
| 5 | Assis         | Brusque        |
| 5 | Kempes        | Chapecoense    |
| 5 | Peu           | Metropolitano  |

### Hat-tricks
| Jogador      | Clube       | Adversário         | Placar | Data        | Ref.   |
| ------------ | ----------- | ------------------ | ------ | ----------- | ------ |
| Aldair       | Camboriú    | Guarani de Palhoça | 6–1    | 2 de março  | [ 9 ]  |
| Bruno Rangel | Chapecoense | Avaí               | 4–0    | 20 de março | [ 10 ] |
| Élvis        | Criciúma    | Inter de Lages     | 5–0    | 21 de março | [ 11 ] |

## Maiores públicos
Estes são os dez maiores públicos do Campeonato:
| Nº | Público[PP] | Mandante    | Placar | Visitante   | Estádio           | Data            | Rodada         |
| -- | ----------- | ----------- | ------ | ----------- | ----------------- | --------------- | -------------- |
| 1  | 15 279      | Chapecoense | 1–1    | Joinville   | Arena Condá       | 8 de Maio       | Final (Jogo 2) |
| 2  | 11 576      | Joinville   | 0–1    | Chapecoense | Arena Joinville   | 1º de Maio      | Final (Jogo 1) |
| 3  | 11 021      | Figueirense | 1–0    | Avaí        | Orlando Scarpelli | 10 de abril     | 7ª (Returno)   |
| 4  | 8 842       | Chapecoense | 4–0    | Camboriú    | Arena Condá       | 12 de março     | 2ª (Returno)   |
| 5  | 8 426       | Avaí        | 1–0    | Figueirense | Ressacada         | 25 de fevereiro | 7ª (Turno)     |
| 6  | 7 582       | Figueirense | 1–1    | Chapecoense | Orlando Scarpelli | 2 de abril      | 6ª (Returno)   |
| 7  | 7 397       | Avaí        | 0–2    | Criciúma    | Ressacada         | 5 de março      | 1ª (Returno)   |
| 8  | 6 699       | Chapecoense | 4–0    | Avaí        | Arena Condá       | 20 de março     | 4ª (Returno)   |
| 9  | 6 553       | Joinville   | 1–0    | Camboriú    | Arena Joinville   | 3 de abril      | 6ª (Returno)   |
| 10 | 5 924       | Chapecoense | 1–0    | Figueirense | Arena Condá       | 21 de fevereiro | 6ª (Turno)     |

## Menores públicos
Estes são os dez menores públicos do Campeonato:
| Nº | Público[PP] | Mandante           | Placar | Visitante          | Estádio          | Data            | Rodada       |
| -- | ----------- | ------------------ | ------ | ------------------ | ---------------- | --------------- | ------------ |
| 1  | 36          | Guarani de Palhoça | 3–2    | Camboriú           | Renato Silveira  | 23 de abril     | 9ª (Returno) |
| 2  | 153         | Metropolitano      | 2–1    | Criciúma           | João Marcatto    | 20 de abril     | 8ª (Returno) |
| 3  | 184         | Metropolitano      | 0–1    | Figueirense        | João Marcatto    | 3 de março      | 9ª (Turno)   |
| 4  | 187         | Guarani de Palhoça | 2–3    | Metropolitano      | Renato Silveira  | 14 de fevereiro | 5ª (Turno)   |
| 5  | 194         | Metropolitano      | 2–2    | Guarani de Palhoça | João Marcatto    | 27 de março     | 5ª (Returno) |
| 6  | 217         | Guarani de Palhoça | 3–1    | Inter de Lages     | Renato Silveira  | 13 de março     | 2ª (Returno) |
| 7  | 224         | Guarani de Palhoça | 2–1    | Criciúma           | Renato Silveira  | 1º de abril     | 6ª (Returno) |
| 8  | 259         | Guarani de Palhoça | 4–2    | Brusque            | Renato Silveira  | 8 de abril      | 7ª (Returno) |
| 9  | 333         | Metropolitano      | 4–1    | Avaí               | João Marcatto    | 13 de março     | 2ª (Returno) |
| 10 | 348         | Camboriú           | 6–1    | Guarani de Palhoça | Estádio Robertão | 2 de março      | 9ª (Turno)   |

## Média de público
Estas são as médias de público dos clubes no Campeonato. Considera-se apenas os jogos da equipe como mandante:
| Pos. | Time               | Média | Total  | Mandos | Maior  | Menor |
| ---- | ------------------ | ----- | ------ | ------ | ------ | ----- |
| 1    | Chapecoense        | 6 639 | 66 390 | 10     | 15 279 | 3 307 |
| 2    | Joinville          | 5 282 | 52 823 | 10     | 11 576 | 2 079 |
| 3    | Figueirense        | 4 762 | 42 858 | 9      | 11 021 | 1 405 |
| 4    | Avaí               | 3 533 | 31 797 | 9      | 8 426  | 1 476 |
| 5    | Criciúma           | 3 176 | 28 584 | 9      | 4 432  | 1 495 |
| 6    | Inter de Lages     | 1 598 | 14 382 | 9      | 3 020  | 706   |
| 7    | Brusque            | 1 352 | 12 168 | 9      | 2 719  | 413   |
| 8    | Camboriú           | 586   | 5 274  | 9      | 1 103  | 348   |
| 9    | Metropolitano      | 507   | 4 563  | 9      | 898    | 184   |
| 10   | Guarani de Palhoça | 492   | 4 428  | 9      | 1 565  | 36    |

## Seleção do Campeonato
| Pos. | Nome           | Clube              |
| ---- | -------------- | ------------------ |
| G    | Agenor Detofol | Joinville          |
| LD   | Ezequiel       | Criciúma           |
| Z    | Bruno Aguiar   | Joinville          |
| Z    | Neto           | Chapecoense        |
| LE   | Dener          | Chapecoense        |
| V    | Anselmo        | Joinville          |
| V    | Cléber Santana | Chapecoense        |
| M    | Alex Maranhão  | Guarani de Palhoça |
| M    | Élvis          | Criciúma           |
| A    | Róger Guedes   | Criciúma           |
| A    | Bruno Rangel   | Chapecoense        |
| T    | Guto Ferreira  | Chapecoense        |

| Prêmio               | Nome           | Clube       |
| -------------------- | -------------- | ----------- |
| Craque do Campeonato | Cléber Santana | Chapecoense |
| Jogador revelação    | Róger Guedes   | Criciúma    |